# Sfodea
Sfodea – wieś w Rumunii, w okręgu Mehedinți, w gminie Balta. W 2011 roku liczyła 95 mieszkańców.